# Огігія

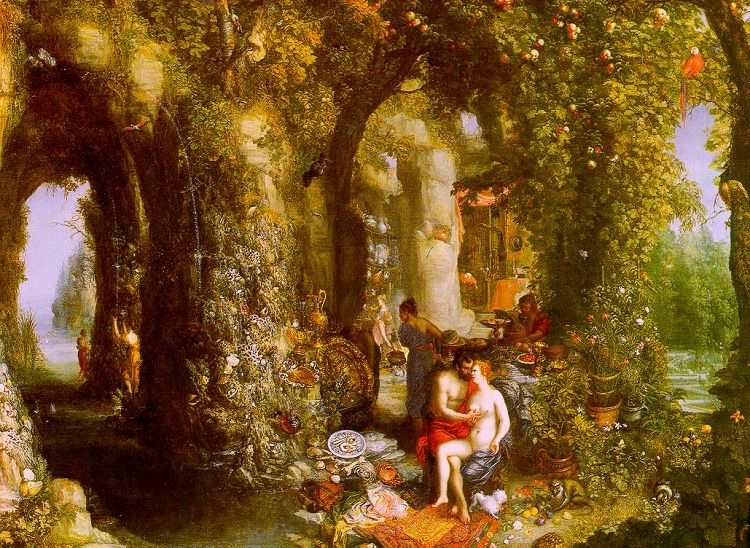
Одіссей та Каліпсо у печері Огігії

Огігі́я (дав.-гр. Ὠγυγίη, Ōgygíē, МФА: [ɔːɡyɡíɛː]; грец. Ὠγυγία, Ōgygíā, МФА: [ɔːɡyɡíaː]) — у грецькій міфології острів, коло якого розбився корабель Одіссея. На цьому острові жила німфа Каліпсо. Вона закохалася в Одіссея та утримувала його на острові впродовж семи років. Надалі за наказом богів допомогла йому зі спорудженням корабля. Огігія можливо є островом мальтійським Гоцо згідно з низкою легенд.